# Полевая (Тверская область)
Полевая — деревня в Кимрском районе Тверской области. Входит в состав Центрального сельского поселения.

## История
В 1965 г. Указом Президиума ВС РСФСР деревня Вонякино  переименована в Полевая.

## Население
| 2010 |
| ---- |
| 0    |